# Krstow Doł
Krstow Doł (maced. Крстов Дол) – wieś w północno-wschodniej Macedonii Północnej, w gminie Kriwa Pałanka.